# گسن
گسن دهستانی در استان آستوریاس اسپانیا است.
در این دهستان ۱۱٬۰۰۶ نفر زندگی می‌کنند. مساحت این دهستان ۸۱٫۷۲ کیلومتر مربع است.